# Rheinhausen-Mitte
Rheinhausen-Mitte ist ein Duisburger Stadtteil im Stadtbezirk Rheinhausen. Er hat 11.267 Einwohner (Stand: 31. Dezember 2023). Als eigens bezeichneter Stadtteil existiert er erst seit der kommunalen Neuordnung, also der Eingemeindung der Stadt Rheinhausen in die Stadt Duisburg am 1. Januar 1975. Zuvor war das betreffende Gebiet im nördlichen Teil dem Ortsteil, vor 1923 der Bürgermeisterei Hochemmerich und der südliche Teil dem Ortsteil, vor 1923 der Bürgermeisterei Friemersheim zugehörig. Auf dem Gebiet von Rheinhausen-Mitte lagen die Bauerschaften Atrop und Schwarzenberg. Ab Anfang der 1950er Jahre wurde das weitgehend unbebaute Areal als "Stadtkerngebiet" bezeichnet; hier sollte das neue Stadtzentrum Rheinhausens entstehen.

## Lage
Rheinhausen-Mitte befindet sich mittig im Stadtbezirk Rheinhausen. Nordöstlich angrenzend ist Hochemmerich, nordwestlich Bergheim, südlich Friemersheim. Rheinhausen-Mitte hat weder eine direkte Verbindung zum Rhein noch zu den Nachbarstädten des Bezirks Rheinhausen oder den benachbarten Stadtbezirken. Östlich grenzt die zu Hochemmerich gehörende Margarethensiedlung, südlich die Bahnlinie der Rhein-Niers-Bahn mit dem Bahnhof Rheinhausen, der bereits auf Friemersheimer Gebiet liegt.
Zum Stadtteil gehören neben dem Gelände rund um das Rathaus vor allem die sogenannten Musiker- und Dichtersiedlungen, weil die Straßennamen nach klassischen Komponisten und Dichtern benannt sind (zum Beispiel Beethoven-, Brahms-, Bruckner-, Händel-, Lortzing-, Franz-Schubert-, Mozart, Joseph-Haydn-Straße sowie zum Beispiel Eichendorff-, Goethe-, Hölderlin-, Lessing-, Rückert-, Stormstraße). Weiterhin gehören der Bürgermeister-Johann-Asch-Platz, benannt nach dem letzten Bürgermeister und der Glückaufplatz (ehem. Theatervorplatz) zum Stadtteil.

## Stadtzentrum

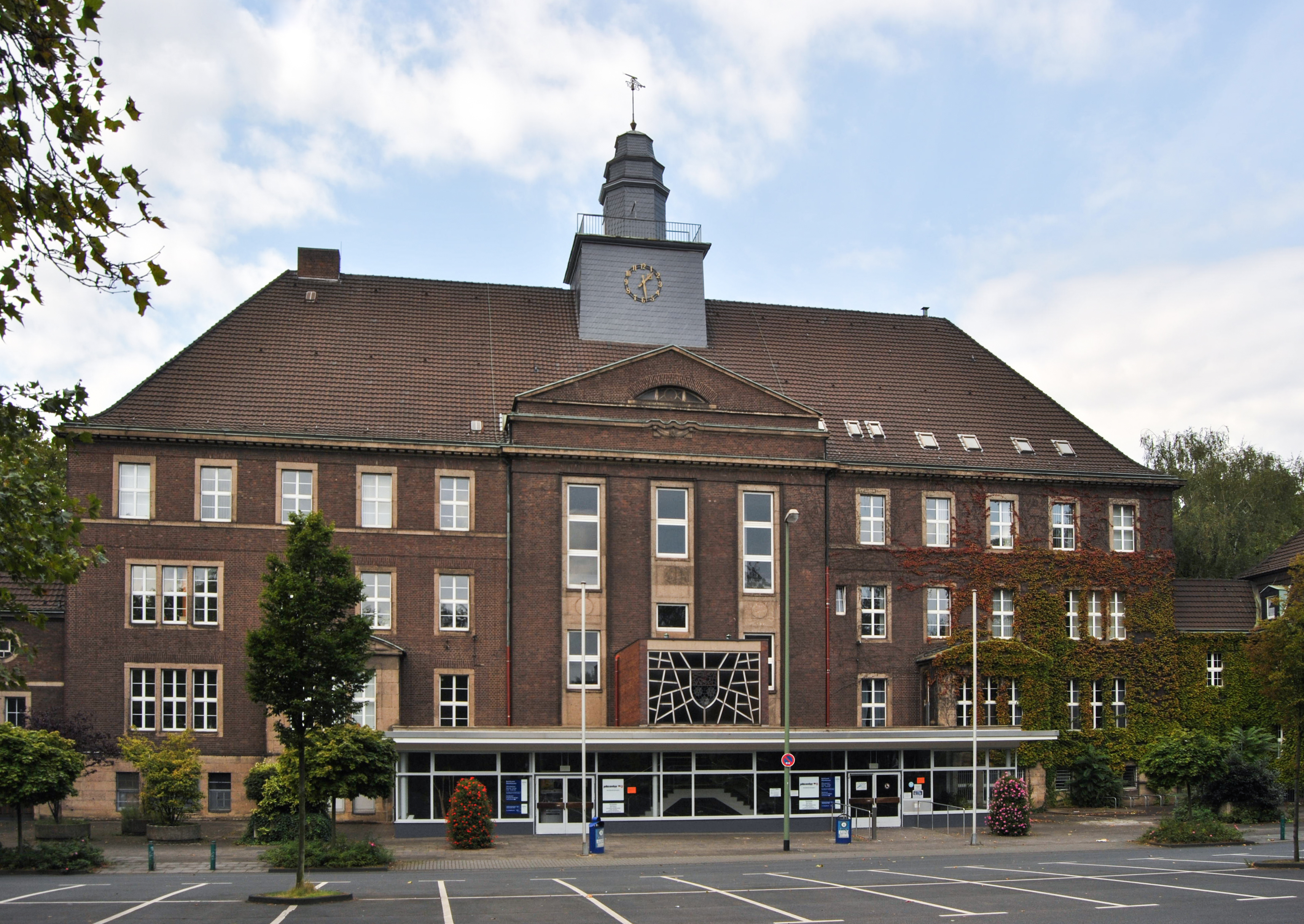
Bezirksamt Rheinhausen am Körnerplatz

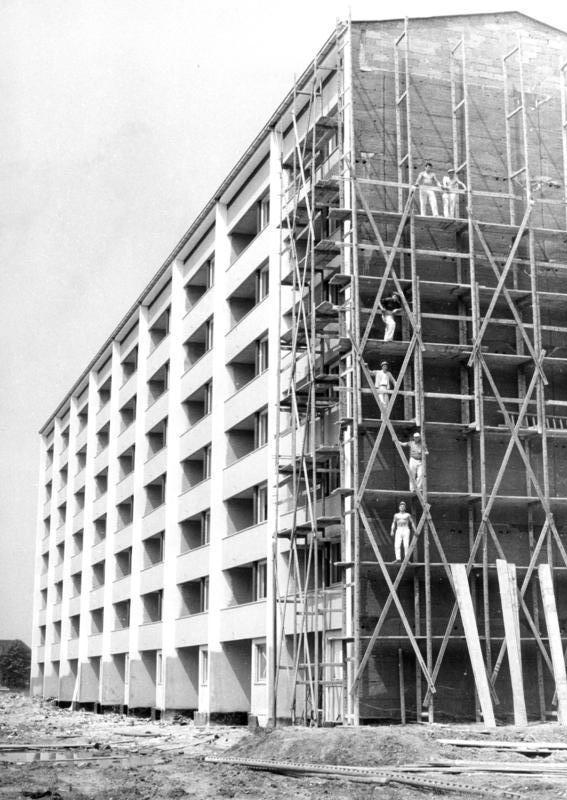
Wohnhäuser im Stadtkern (Beethovenstraße)

Rheinhausen war lange Zeit eine Stadt ohne Stadtzentrum. Die meisten und größten Geschäfte gab es in Hochemmerich. Dort gab es lange Zeit auch die einzige Verkehrsampel: eine Drehzeiger-Ampel, die an einem quer über die Straßenkreuzung Krefelder-, Ecke Friedrich-Alfred-Straße gezogenen Stahlseil hing.
Um der Stadt, die aus den vor 1923 eigenständigen Gemeinden Hochemmerich und Friemersheim zusammengesetzt war, ein Zentrum zu geben (das Rathausgebäude am Körnerplatz stand ziemlich einsam in der geografischen Mitte der Stadt), wurden ab Beginn der 60er Jahre eine Stadthalle als Mehrzweckhalle (Rheinhausenhalle) und ein (inzwischen abgerissenes) Hallenbad gebaut und die freien Wiesen und Felder mit einer Wohnsiedlung bebaut.

## Geschichte der Stadtkernbebauung
Eines der wenigen Gebäude (neben dem Rathaus) war ab Anfang der 1920er Jahre das Gelände des belgischen Truppenlagers an der Schwarzenberger Straße im Rahmen der alliierten Rheinlandbesetzung, dessen Hauptgebäude zunächst als Reitstall, dann als Kino, ab April 1939 als Stadttheater und nach Beseitigung kriegsbedingter Schäden erneut im Jahre 1947 Verwendung fand; es wurde 1952 grundlegend umgebaut und 1979 abgerissen. Eine (Neu)-Gestaltung des Stadtkerns war bereits 1941 nach einer Planung des Regierungsbaumeisters a. D. Walter Corinth († 1942) beabsichtigt. Hiernach war z. B. anstelle des Stadttheaters ein Parteiforum für Massenveranstaltungen geplant worden. Kriegsbedingt kam es nicht zur Realisierung dieser Pläne.
Die heutigen Siedlungen wurden nach einem städtebaulichen Wettbewerb zur "Stadtkernbebauung" ab Mitte der 1950er bis Ende der 1960er Jahre von der damaligen Kruppschen Wohnungsbauanstalt (Gemeinnützige Siedlungsgesellschaft Essen-Rossenray mbH) im Rahmen des sozialen Mietwohnungsbaus für Beschäftigte des Kruppschen Hüttenwerkes errichtet und wurden einige Jahre durch die Firma Immeo Wohnen verwaltet, inzwischen durch die Adler Real Estate. Sie werden durch die Stadtwerke Duisburg mittels Fernwärme beheizt. Anfangs sorgte ein Koks-Heizkraftwerk der Fa. Krupp an der Beethovenstraße für die Beheizung.

## Das Rathausgebäude am Körnerplatz
Das Rathaus selbst war zwischen 1915 und 1918 als Oberschule errichtet worden und wurde ab Mitte der 30er Jahre als Rathaus genutzt. Zuvor diente das alte Bürgermeisteramtsgebäude Hochemmerich an der Moerser Straße 24 dem gleichen Zweck. 1939 wurde südlich ein zweigeschossiges Gebäude für die Polizeidienststelle angefügt, hierdurch wandelte sich die Ostansicht des Komplexes zu einer repräsentativen Dreiflügelanlage. Obwohl es an dem Gebäude keine Kriegsschäden gegeben hatte, nahm man nach dem Zweiten Weltkrieg die Modernisierung und den weiteren Ausbau des Rathauses in Angriff. 1952 wurde die Turnhalle durch Einziehen einer Zwischendecke in zwei Büroetagen geteilt, 1954 gestaltete man die Aula zum Sitzungssaal des Rates um und 1969 zog die Rathauskantine in die Kellerräume. 1970 entstand auf der Ostseite die verglaste Vorhalle mit Stadtwappen als neuem Haupteingang.
Seit der kommunalen Neuordnung 1975 beherbergt das Rathausgebäude die Bezirksverwaltungsstelle Rheinhausen einschl. der Bürger-Service-Station und dem Sitzungsraum der Bezirksvertretung Rheinhausen (ehem. Ratssaal) sowie eine Außenstelle des Institutes für Jugendhilfe. Im Nordflügel befindet sich das Standesamt Duisburg-West und im Hofgebäude die Arbeitsstelle Duisburg-West der Volkshochschule Duisburg. Die 3 letztgenannten Institutionen sind auch für den Stadtbezirk Homberg/Ruhrort/Baerl zuständig. Zeitweise befand sich im Gebäude auch eine Zweigstelle des Duisburger Jobcenters. Unter dem Rathausvorplatz (Körnerplatz) befindet sich einer der vor dem Zweiten Weltkrieg errichteten Luftschutzbunker (Tiefbunker).

## Weitere Stadtkernbebauung

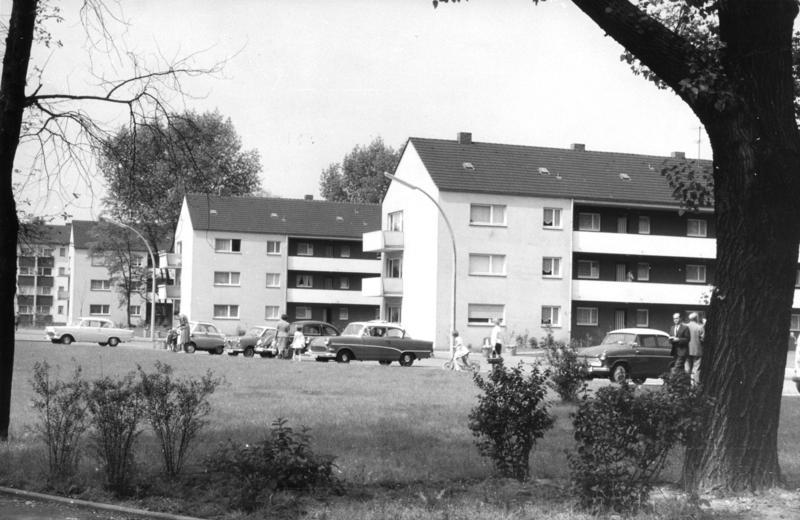
Weitere Stadtkernbebauung

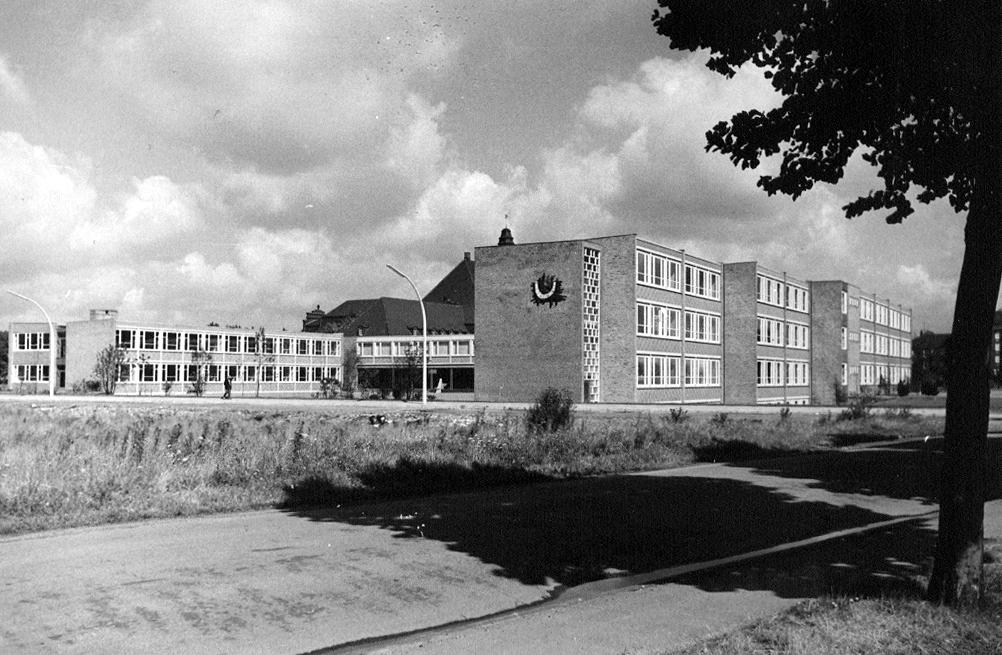
Alter Neubau der Realschule Rheinhausen

Mit dem Alpha-Haus, einem kleinen Komplex mit einem der ersten Ärztehäuser Westdeutschlands und verschiedenen Ladenlokalen, Apotheke und einer Kneipe beziehungsweise einem Restaurant, sollte Mitte der 1960er Jahre ein Zeichen für ein neues Zentrum in unmittelbarer Nähe zum Rathaus entstehen. Noch bis Anfang der 1970er Jahre waren im geplanten Bereich des Stadtzentrums die Hauptstellen der Rheinhauser Stadtbücherei, der Stadtsparkasse, die Hauptpost und das Gesundheitsamt errichtet worden.
Als der deutsche und damit auch der Rheinhauser Wirtschaftsaufschwung nicht weiter anhielten, Ölkrise (1973) und Eingemeindung nach Duisburg (1975) die Träume der Stadtväter von großem Stadttor (mehrstöckiges Gebäude, welches über eine breite, vierspurige Straße gebaut werden sollte) und neuem Zentrum platzen ließ, konnten die entsprechenden Pläne nicht weiter verfolgt werden.
Am geplanten Ort stehen heute zusätzlich das Finanzamt Duisburg-West, eine katholische Familienbildungsstätte, ein Altenwohnungskomplex und ein Altenpflegeheim, nicht weit davon entfernt die 1977 eröffnete Rheinhausenhalle und die 1962 eröffnete evangelische Erlöserkirche, die Grundschule Beethovenstraße, die Realschule Rheinhausen, eine städtische und eine katholische Kindertageseinrichtung.
Als Zentrum des Stadtbezirkes Rheinhausen gilt heute weiterhin der Ortsteil Hochemmerich, der immer noch zwei Mal wöchentlich den größten nordrhein-westfälischen Wochenmarkt beherbergt, der bereits seit 1901 besteht.
Ebenfalls zum Stadtkern gehören noch die Verwaltungsgebäude der ehemaligen Firma Krupp-Industrietechnik. Sie werden derzeit teilweise als Büroimmobilien benutzt (Business-Park 2000) sowie für die Alevitische Gemeinde Duisburg.

## Verkehr
Der öffentliche Personennahverkehr im Stadtteil Rheinhausen-Mitte wird von der Duisburger Verkehrsgesellschaft (DVG) betrieben. Einige der Linien werden im Gemeinschaftsverkehr mit der NIAG Niederrheinische Verkehrsbetriebe betrieben. Durch Rheinhausen-Mitte verkehren die Buslinien 914, 920, 921 und 922. Am Südrand von Rheinhausen-Mitte liegt der Haltepunkt Rheinhausen Ost, der direkt gegenüber dem ehemaligen Werkstor 1 der ehemaligen Fa. Krupp angesiedelt ist und nach früheren, jedoch nicht verwirklichten Plänen, zu einem Rheinhauser Zentralbahnhof ausgebaut werden sollte.